# Die freudlose Gasse
Die freudlose Gasse is een Duitse dramafilm uit 1925 onder regie van Georg Wilhelm Pabst. De film is gebaseerd op de gelijknamige roman uit 1924 van de Oostenrijkse auteur Hugo Bettauer.

## Verhaal
In een achterbuurtje van Wenen wordt de vrouw van een advocaat vermoord. Zijn secretaris wordt gearresteerd. Hij wilde met het geld van haar juwelen een beurstransactie betalen. Ook een hoogleraar raakt aan lager wal door diezelfde beurs. Zijn dochtertjes moeten zich zelfs prostitueren. Een criminele slager houdt intussen de hele buurt in zijn macht.

## Rolverdeling
| Acteur          | Personage     |
| --------------- | ------------- |
| Greta Garbo     | Grete Rumfort |
| Asta Nielsen    | Maria Lechner |
| Agnes Esterházy | Regine        |
| Henry Stuart    | Egon Stirner  |
| Robert Garrison | Canez         |
| Einar Hanson    | Davy          |